# آرمن آمیریان
آرمن آمیریان (ارمنی: Արմեն Ամիրյան؛ زادهٔ ۲۹ ژوئیهٔ ۱۹۶۷) یک استاد دانشگاه دانشیار اهل ارمنستان است. وی مدیر اجرایی رادیو ملی ارمنستان است.

## جوایز و افتخارات
وی همچنین برندهٔ جوایزی همچون مدال موسس خورناتسی (۲۰۰۶)، مدال طلای یادبود فریتیوف نانسن شده است. در تاریخ ۲۱ سپتامبر ۲۰۱۵ عنوان کارمند افتخاری فرهنگ جمهوری ارمنستان به وی اعطا شد.